# Coprosma wallii
Coprosma wallii là một loài thực vật có hoa trong họ Thiến thảo. Loài này được Petrie mô tả khoa học đầu tiên năm 1925.